# Хванете Картър
 Тази статия е за британския филм от 1971 година.  За американския филм вижте Законът на Картър.  
„Хванете Картър“ (на английски: „Get Carter“) е британски криминален филм от 1971 година, режисиран от Майк Ходжис. В главната роля е Майкъл Кейн като Джак Картър, лондонски гангстер, решен да отмъсти за смъртта на брат си с поредица от хладнокръвни и безмилостни убийства, извършени на мрачния фон на западащия Нюкасъл. Филмът е базиран на романа на Тед Люис „Джак се завръща у дома“ (1969), който от своя страна е вдъхновен от действителен случай в Североизточна Англия.
„Хванете Картър“ е дебютът на Майк Ходжис като режисьор, като той е и автор на сценария. Цялата продукция на филма отнема осем месеца, като снимките продължават 40 дни и са направени в Нюкасъл и Гейтсхед. Във филма дебютира и актьорът Алън Армстронг.
През 1999 година „Хванете Картър“ заема 16-о място в класация на най-добрите британски филми на 20 век на Британския филмов институт. Пет години по-късно анкета сред британски кинокритици го обявява за най-добрия британски филм на всички времена. През 2000 година в Съединените щати е направена нова версия на филма (вижте „Законът на Картър“) със Силвестър Сталоун в главната роля, но тя не е посрещната добре от критиката.